# Heteragrion triangulare
Heteragrion triangulare är en trollsländeart som beskrevs av Hagen in Selys 1862. Heteragrion triangulare ingår i släktet Heteragrion och familjen Megapodagrionidae. IUCN kategoriserar arten globalt som otillräckligt studerad. Inga underarter finns listade i Catalogue of Life.